# マリー・アントワネット・マルコット
マリー・アントワネット・マルコット（Marie Antoinette Marcotte、1867年5月31日 – 1929年4月30日）はフランス人の両親を持つ画家である。主にベルギーやオランダ、フランスで活動した。

## 略歴
フランス、オーブ県のトロワで生まれた。父親は外交官で、母親は多くの芸術家を輩出したトゥードゥーズ家の出身である。父親がベルギーのオーステンデのフランス副領事になり、家族とベルギーに移った。1872年に父親はアントウェルペンの副領事になりマルコットはアントウェルペンで育った。1884年に父親は亡くなり、母親はその後再婚した。
幼い頃から絵に興味を持ち、1882年頃から、ベルギーの画家、エミール・クラウスからアドバイスを受けるようになり、19歳になった1887年にはパリに移り、ジュール・ジョゼフ・ルフェーブルのアトリエで学んだ。アントワープに戻ると、エドガー・ファラシン(Edgard Farasyn)に学んだ後、1891年からブリュッセル王立美術アカデミーに最初の女子学生の一人として入学し、ジャン＝フランソワ・ポルテールとジョゼフ・スタラールトに学んだ。
最もよく描いた題材は温室の中で咲く花で、静物画や人物画、風俗画、風景画も印象派、新印象派のスタイルで描いた。ベルギーやオランダ、フランスなどの展覧会に出展し、パリの「女性画家・彫刻家組合(Union des femmes peintres et sculpteurs)」のメンバーになり、1906年の展覧会では2等に入選した。フランス芸術家協会展（Salon des Artistes Français）などにも出展した。

## 作品

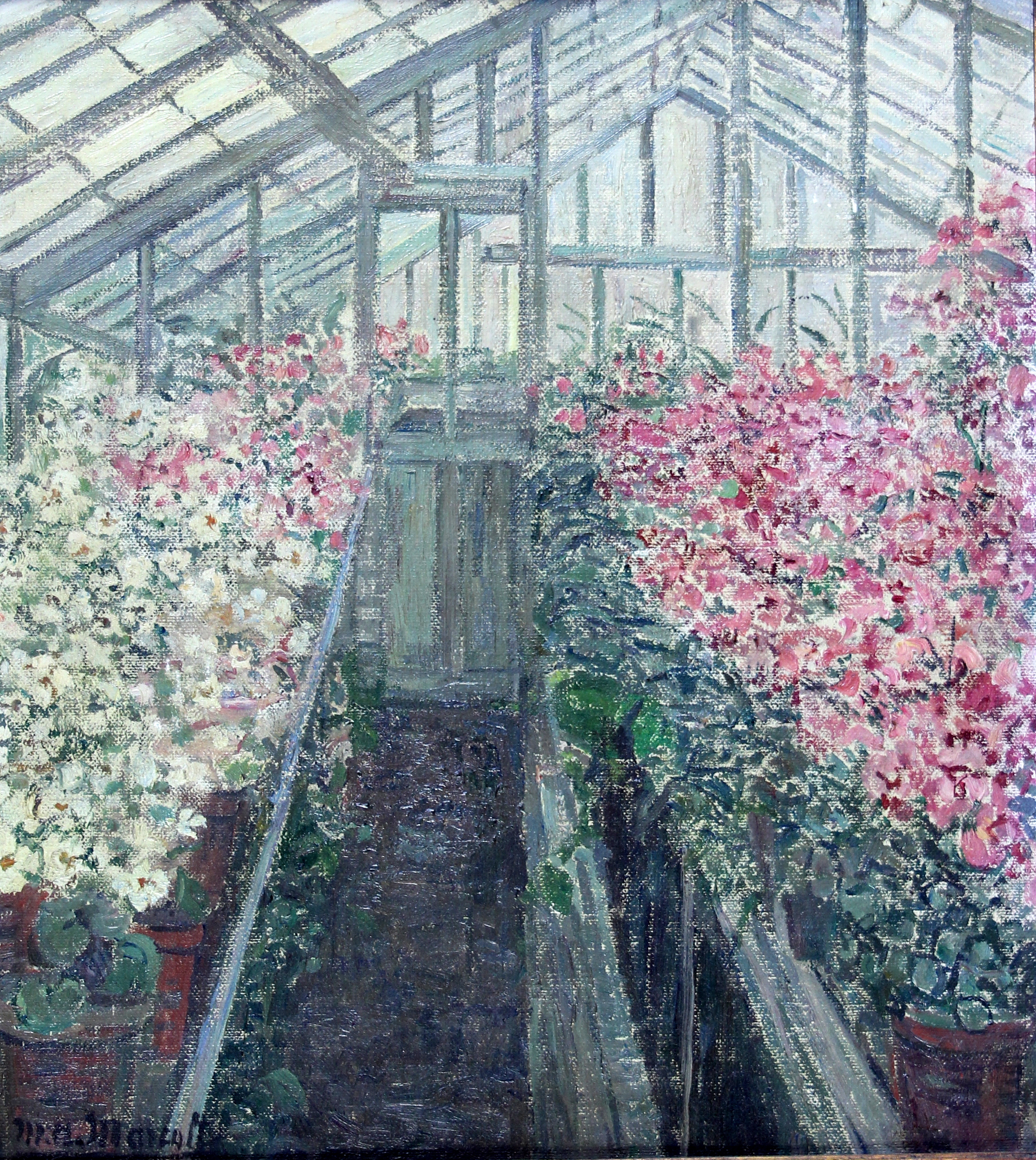
温室の中 (c.1910)
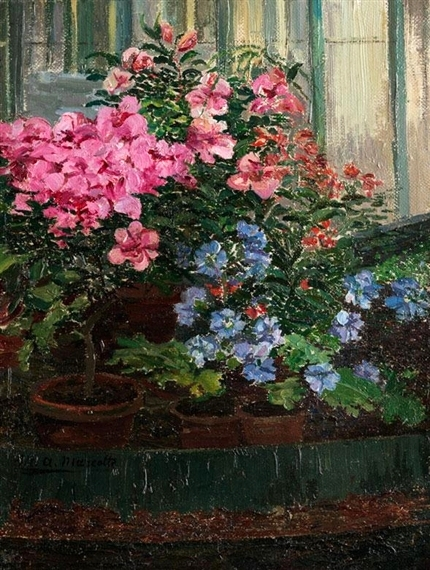
花
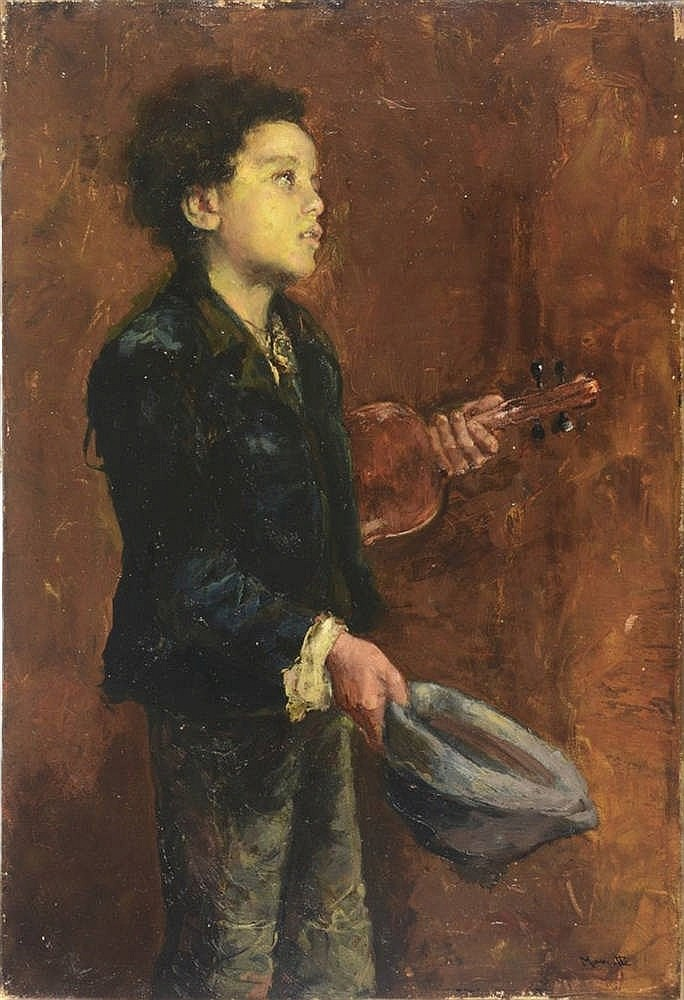
盲目のバイオリン弾き
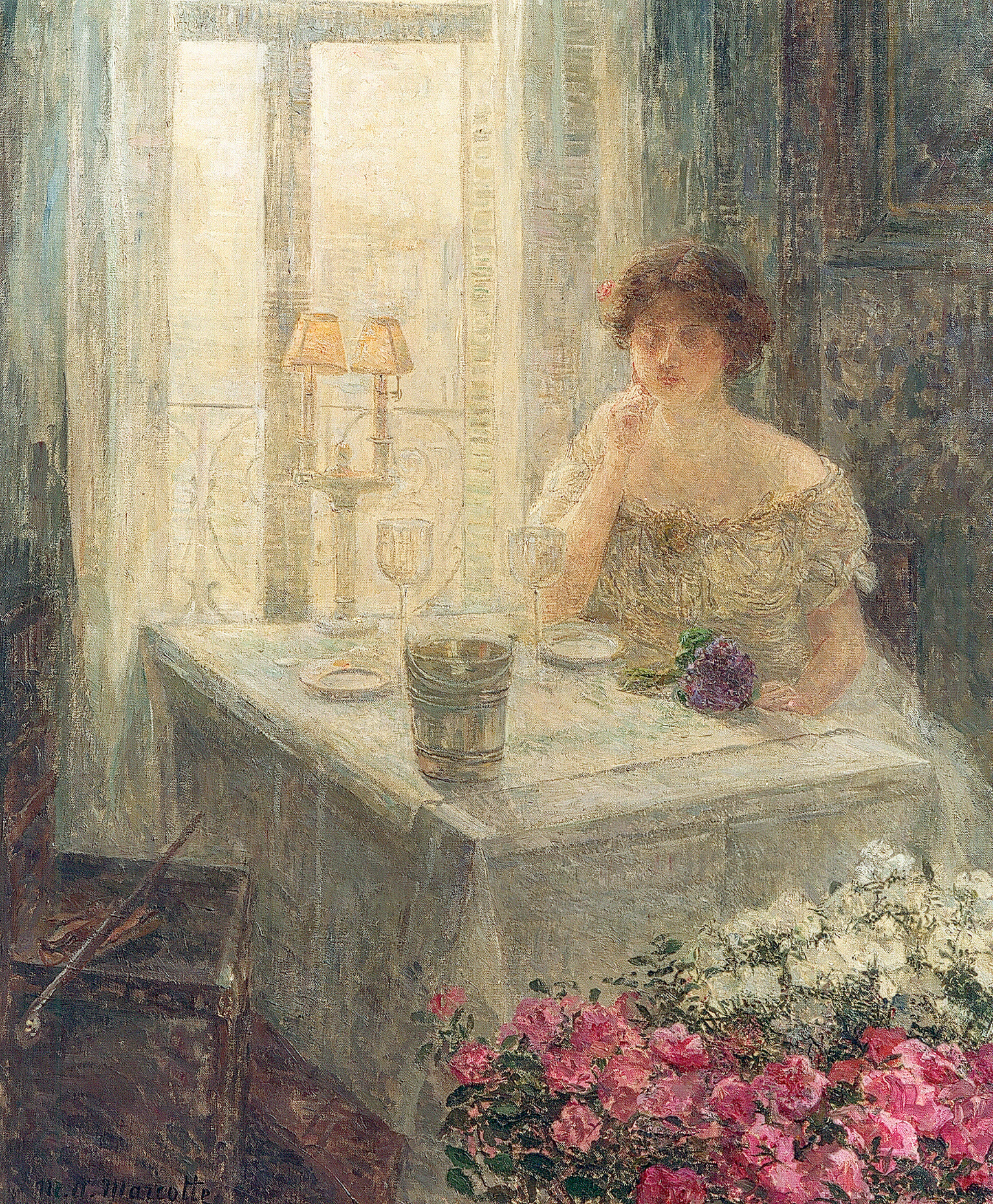
女性像

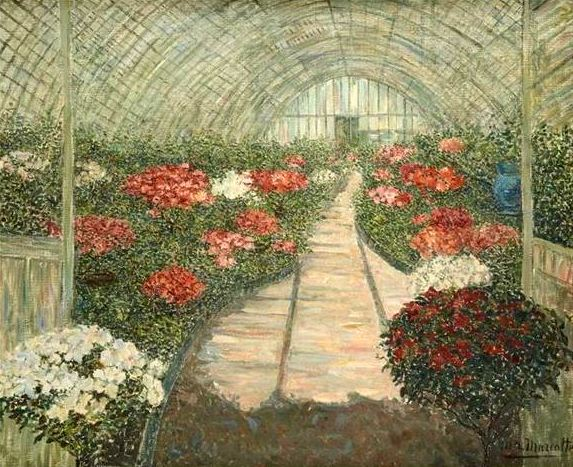
温室の花
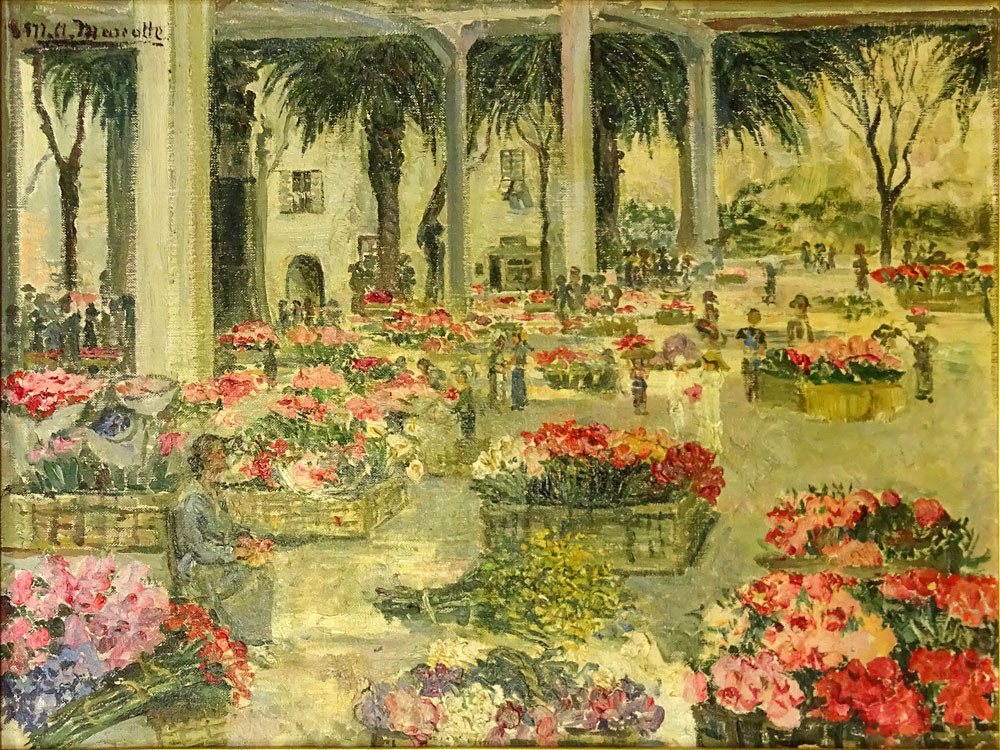
花市場
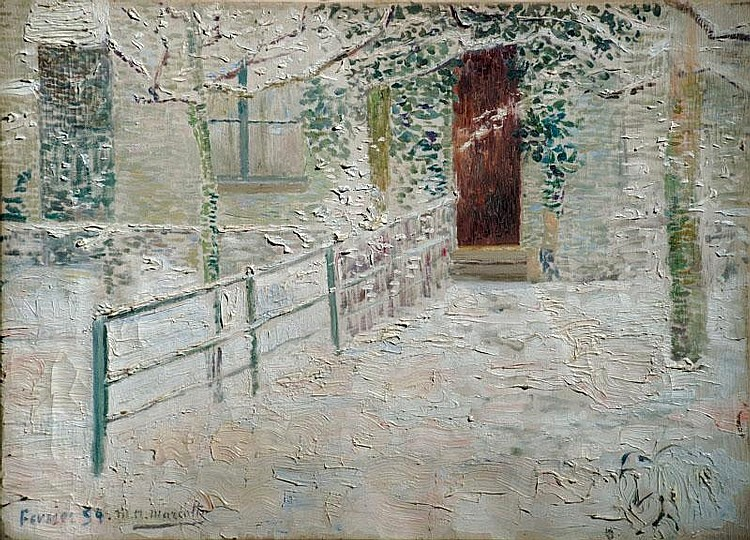
雪に覆われた通り